# 雷吉娜·波德斯塔尼卡
雷吉娜·波德斯塔尼卡（1928年3月25日—2000年11月25日）是一名斯洛伐克天文學家。她共同發現了小行星1989，這是第一個從斯洛伐克發現的小行星。

## 生平
波德斯塔尼卡於1928年3月20日出生於斯洛伐克中部的拉特基，原名雷吉娜·沙什科娃（Regina Šáškyová）。她在班斯卡-比斯特里察的文法學校接受教育，並在夸美紐斯大學學習物理，於1952年畢業。畢業後，她在斯洛伐克科學院工作，在岩湖天文台專注於英仙座流星雨的研究。1955年3月20日，波德斯塔尼卡和她的斯洛伐克科學院天文學家阿洛伊斯·帕魯貝克（Alois Paroubek）發現了小行星1989，成為斯洛伐克首位小行星發現者。
1957年至1961年，她在茲沃倫的一間文法學校擔任物理老師。
1961年至1988年退休前，她在日利納大學任教。直到2000年11月20日猝逝，她仍是斯洛伐克天文學會的活躍會士。